# Architettura dell'Ottocento

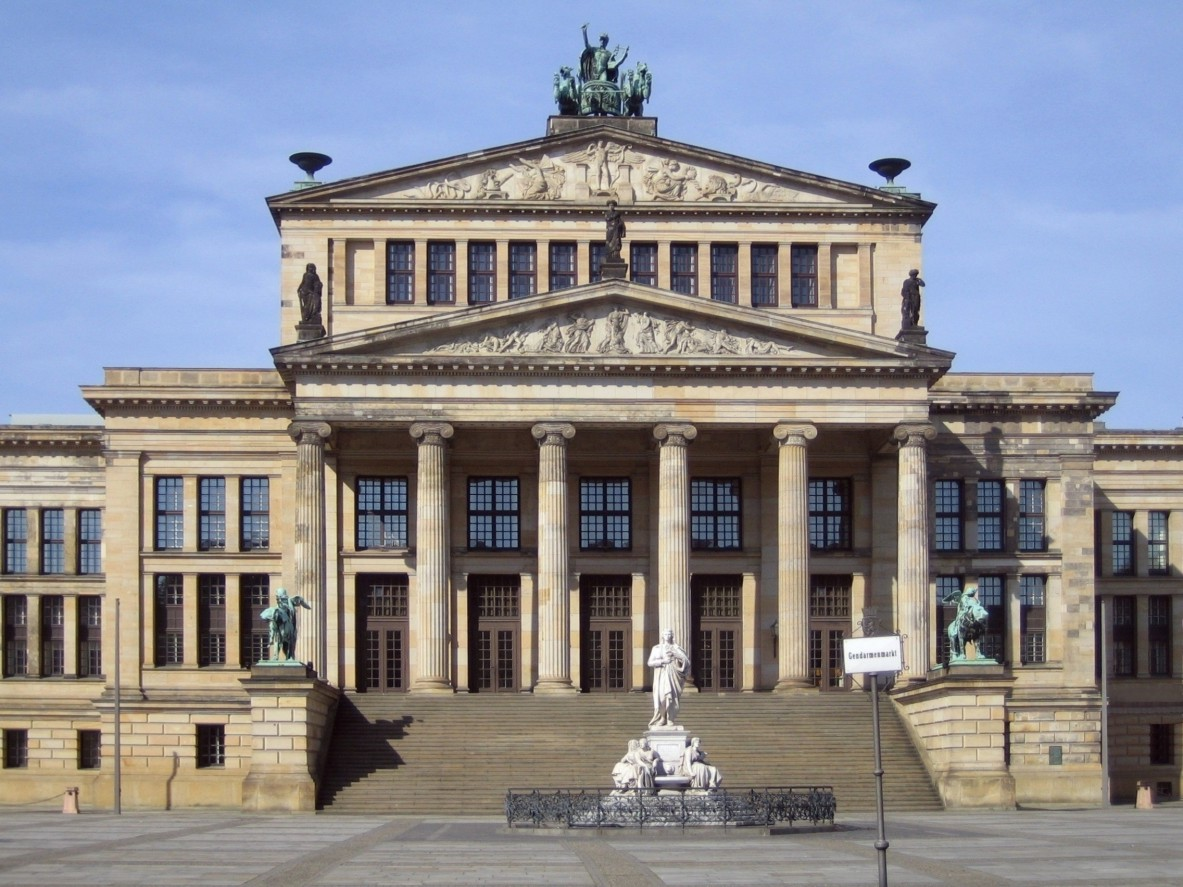
Il neoclassico Konzerthaus di Berlino di Schinkel

Nell'architettura della prima metà dell'Ottocento si impone inizialmente la tendenza neoclassica, già presente nella seconda metà del Settecento, ma, in concomitanza con il diffondersi della sensibilità romantica e il conseguente interesse per la Storia, ben presto si manifestano tendenze architettoniche che propongono il recupero di "stili" di epoche precedenti (in particolare il medioevo come presunta culla delle identità nazionali), caratterizzate dal prefisso “neo” (neoromanico, neogotico ecc.), che vengono definite anche con il termine revivalismo o storicismo,
L'Ottocento è dunque caratterizzato da una sorta di codice: l'eclettismo storicista, dove tutti i gusti possono essere simultaneamente presenti nell'opera complessiva di uno stesso progettista o addirittura nello stesso edificio. Questo almeno fino all'avvento sulla fine del secolo del movimento Art Nouveau (detto anche Liberty), che fu il primo movimento architettonico non storicista e pertanto moderno (modernismo).

## Contesto storico
L'Ottocento fu un secolo di grandi trasformazioni economiche, sociali e politiche. Fu il secolo di Napoleone Bonaparte, del Congresso di Vienna, dell'affermazione di nuove identità nazionali, dell'affermazione del liberismo, del capitalismo, del commercio internazionale e dello sviluppo urbano, ma anche della nascita degli ideali del socialismo. Si assistette con la cosiddetta Rivoluzione industriale, ad uno straordinario sviluppo della scienza e della tecnologia, sottolineato dal positivismo.
In campo letterario e artistico dominò il romanticismo nella prima metà del secolo, mentre nella seconda metà si affermarono il realismo e, in pittura, l'impressionismo. Ancora l'Ottocento fu il secolo di Marx, Malthus, Darwin, Nietzsche.

## Periodizzazione
Il fattore comune al quale poter ridurre tutta la speculazione architettonica ed artistica dell'Ottocento è lo storicismo, ossia il recupero della tradizione, del passato in ogni campo. In tal senso è possibile dire che una delle caratteristiche dell'architettura dell'Ottocento fu non tanto di ideare il nuovo, quanto di manipolare in modo anche creativo il preesistente. Alla luce di ciò, una rigida periodizzazione degli stili è difficoltosa, visto che per esempio architetti come Karl Friedrich Schinkel si impegnarono nel progettare e realizzare opere neogreche, neoromane, neogotiche, neoromaniche, reinterpretando sempre motivi del passato.
Dall'eclettismo storicista, inteso come caratteristica architettonica dell'Ottocento che si articola in una serie di stili, ognuno dei quali caratterizzato da invarianti proprie, andrebbero tuttavia distinti alcuni aspetti della cultura architettonica più complessi sul piano dello sviluppo temporale.
Tra questi lo stesso Neoclassicismo, affermatosi a cavallo dei due secoli, movimento di più ampio respiro, dai successivi storicismi e naturalmente l'Art Nouveau che conclude non solo il periodo storicista ma l'intera evoluzione classicista iniziata nel XV secolo.
Più complicato, ma necessario, distinguere una perdurante cultura classicista viva in Italia con il Giuseppe Piermarini o il Koch, ed in Europa con il Palladianesimo, che non può definirsi propriamenante neo-rinascimentale, in quanto non è un revival storicista, ma diretta continuazione della tradizione classicista, viva sia nel XVII che nel XVIII secolo, anche se a volte minoritaria.

## Neoclassicismo
Il neoclassicismo ottocentesco continua i temi proposti nel secolo precedente, compreso il carattere fortemente programmatico e "razionalista". Gli elementi archeologici sono citati con maggiore senso filologico, distinguendo tra le varie epoche.
Le caratteristiche invarianti sono: piante bloccate in figure regolari, simmetria bilaterale riscontrabile in pianta ed in alzato, prevalenza del sistema trilitico su quello ad archi e volte (legata essenzialmente alla nuova tendenza neogreca), composizioni volumetriche che privilegiano lo sviluppo orizzontale. I materiali utilizzati sono pietra, marmi, stucchi bianchi o anche vivacemente colorati da quando si scoprì la policromia dell'architettura greca.

### Le nuove tipologie di edifici pubblici
Il neoclassicismo nel XIX secolo si espresse soprattutto nella progettazione di grandi edifici pubblici rappresentativi, anche con tipologie nuove come: musei, biblioteche e teatri pubblici.
In questo ambito emergono due opere di Karl Friedrich Schinkel: il teatro Berlin Schauspielhaus e l'Altes Museum, anch'esso a Berlino. Il primo è progettato da Schinkel in obbedienza alla funzione pratica dell'edificio, più che monumentale. L'edificio è composto da un pronao esastilo ionico con frontone sormontato da statue, preceduto da un'alta scalinata d'ingresso. Il resto dell'edificio è caratterizzato da un'estrema razionalità, elevato su un basamento bugnato di altezza pari a quella della scala d'accesso. Gli spazi interni sono chiaramente denunciati all'esterno: l'ambiente ad altezza maggiore della sala, i corpi laterali del foyer. Al colmo di ogni volume sporgente vi è un frontone che in quanto elemento ricorrente unifica e riporta alla classicità l'intera costruzione.
Più chiaramente neoclassico è l'Altes Museum. La figura di pianta è un rettangolo allungato, con una galleria su ogni lato per l'esposizione di statue al piano terra e di dipinti al superiore. Al centro c'è un invaso rotondo coperto da una cupola il cui intradosso è chiaramente derivato dal Pantheon. All'esterno la cupola non viene denunciata, inscritta in un rettangolo per privilegiare l'aspetto longitudinale della composizione. Il fronte principale è disposto su un lato lungo, presenta un atrio preceduto da diciotto colonne ioniche su un alto basamento dal quale si accede da una scalinata aperta disposta in asse al fronte.

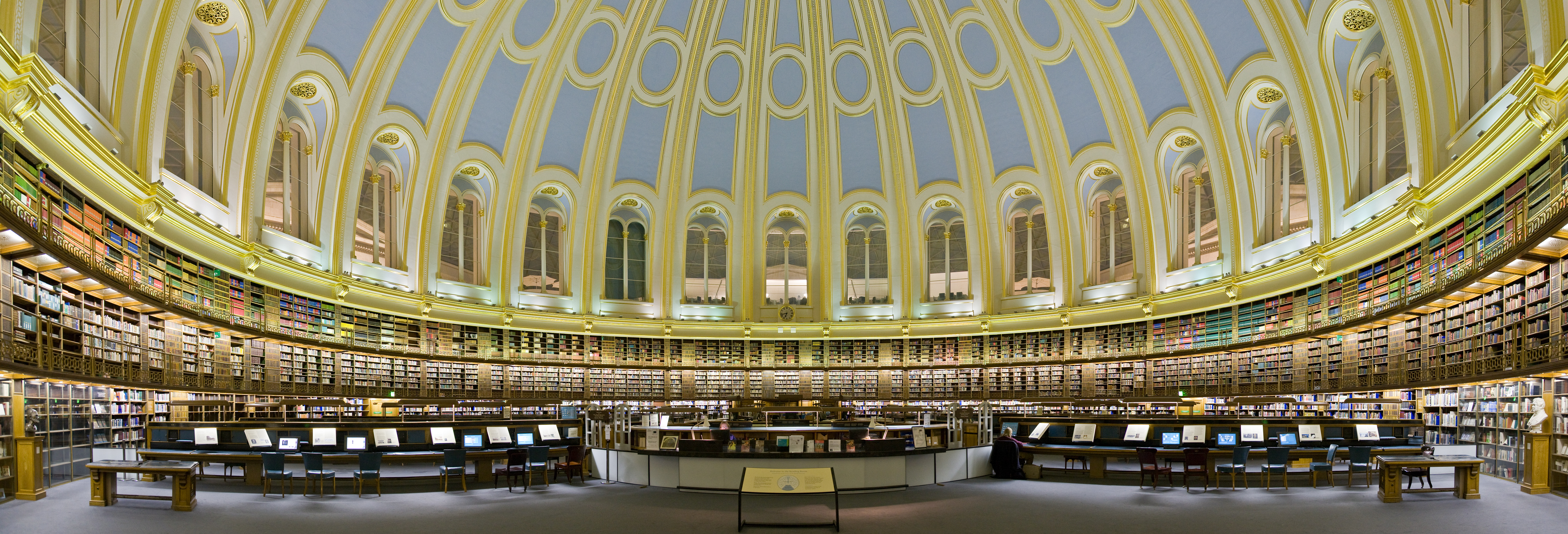
La sala di lettura del British Museum

Simile per il marcato gusto neoclassico è il British Museum di Robert Smirke a Londra. Il fronte principale è caratterizzato dai due porticati interni che si prolungano all'esterno formando due ali sporgenti e dall'ingresso, arretrato, costituito da un pronao sormontato da un frontone. Ad unificare l'articolata composizione di facciata vi sono le quarantotto colonne ioniche che creano anche un suggestivo effetto chiaroscurale. All'interno fu realizzata successivamente la King's Library dal fratello di Smirke, Sidney. La biblioteca si caratterizza per la copertura a cupola interamente realizzata in ghisa.
Altra opera interessante è la St. George's Hall di Liverpool, progettata da Harvey Lonsdale Elmes. L'edificio ricorda il teatro di Schinkel per la composizione volumetrica ed l'Altes Museum per l'altro porticato. L'edificio è fortemente innovativo: presenta la facciata di un tempio pur essendo laico (contiene aule per riunioni e per l'amministrazione della giustizia, una sala per concerti ecc.); compendia praticamente l'intero repertorio dell'architettura classica. Di tipicamente ottocentesca va segnalata la differenza fra l'esterno sobrio e l'interno riccamente ed ecletticamente decorato.

### Gli edifici religiosi
La produzione neoclassica ottocentesca in Francia trova un suo riferimento nella realizzazione della Madeleine di Parigi. L'edificio, progettato inizialmente per essere una chiesa, fu pensato da Napoleone in un tmunumento all'armata francese (Temple de la Gloire). Il concorso per la trasformazione fu vinto da Pierre Vignon, allievo di Claude Nicolas Ledoux, che realizzò un gigantesco tempio romano di ordine corinzio su un alto basamento. Gli interni furono curati da Jacques-Marie Huvé che, non avendo un preciso riferimento classico, realizza una pianta consistente in una serie di ambienti quadrati coperti da cupole, sul modello degli impianti termali.
Al paradigma del tempio romano e delle antiche terme si ispirano numerose altre chiese costruite in Francia dopo la caduta di Napoleone. Modello di riferimento ancora nell'Ottocento è il Pantheon. A questa tipologia appartengono tre opere italiane di grande valenza urbanistica: la Basilica di San Francesco di Paola a Napoli, quella di Sant'Antonio a Trieste e quella della Gran Madre di Dio a Torino.
La chiesa napoletana, sita in Piazza del Plebiscito, è inquadrata da Murat nel più ampio progetto di sistemazione del largo antistante il Palazzo Reale. Il progetto vincitore è quello di
Leopoldo Laperuta che prevedeva una chiesa al centro del colonnato semi ellittico. Era stato realizzato solo quest'ultimo quando l'edificio della chiesa fu oggetto di un nuovo concorso, vinto da Pietro Bianchi. Ferdinando I, ritornato al trono dopo la seconda restaurazione borbonica, volle infatti conferire all'edificio maggior senso monumentale. Dal porticato si accede al tempio costituito da una rotonda con due cappelle ai lati. L'effetto è acropolico, di grande valore monumentale. Il paradigma del Pantheon è declinato in maniera originale, con l'inserimento delle due cupole a coprire l'invaso delle cappelle. All'interno la grande cupola è sostenuto da un primo ordine di colonne e da un secondo di pilastri.
Altra opera modellata sul Pantheon è la chiesa di S.Antonio a Trieste. Il lotto sul quale essa insiste è di forma rettangolare, dunque Pietro Nobile progettò un corpo allungato diviso in tre aule. Le due laterali sono coperte a crociera, quella centrale con una cupola. Manca dunque l'intersezione diretta del pronao con la rotonda, ma all'esterno sicuramente il paradigma è riproposto con originalità ed innovazione. La caratteristica dell'opera, come s'è detto, risiede nella sua valenza urbanistica: la chiesa è posta sul fondo del Canal Grande triestino. La facciata del tempio si rispecchia nell'acqua e si trova alla fine di un'obbligata fuga prospettica.
Altra opera che riprende il modello del Pantheon, in maniera anche più fedele all'esterno delle due precedenti, è la chiesa della Gran Madre di Dio a Torino. inserita allo sbocco del primo ponte costruito sul Po dai Francesi, con le colline alle spalle, viene esaltata dalla sua posizione urbanistica. L'invaso si distacca sensibilmente dal modello romano, riproponendo un contrasto tra ambienti concavi e convessi tipico dell'architettura barocca.

### Opere in Italia

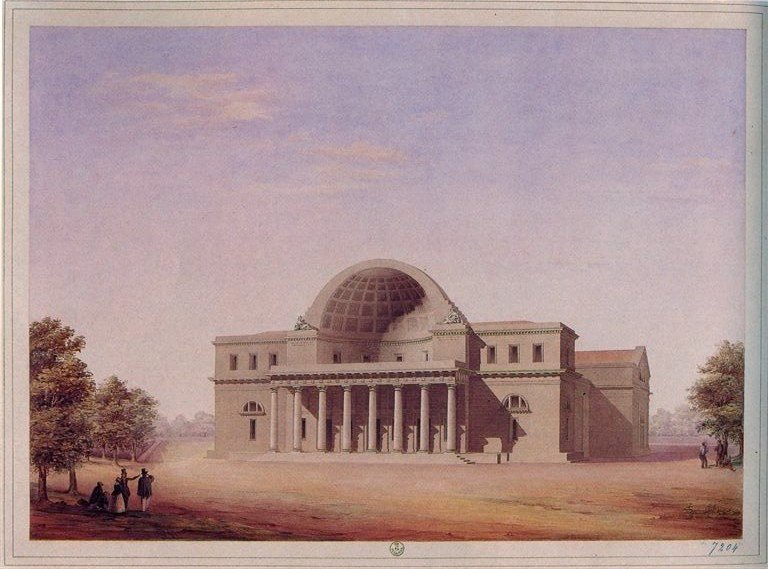
Il Cisternone a Livorno, di Pasquale Poccianti

Giuseppe Piermarini, allievo di Vanvitelli, realizzò la Villa Reale di Monza, ispirata alla reggia casertana del maestro, sebbene profondamente semplificata nelle forme. Un discepolo del Piermarini, Leopoldo Pollack, progettò la Villa Reale di Milano e Villa Casati a Muggiò.
A Livorno su progetto di Pasquale Poccianti fu costruito il Cisternone di Livorno, edificio che ha chiari riferimenti all'architettura romana e all'opera di Étienne-Louis Boullée e Claude-Nicolas Ledoux: costruito come serbatoio per il nuovo acquedotto cittadino, fu pensato dall'architetto come una sorta di propileo ai sobborghi ottocenteschi, al termine di un percorso che avrebbe condotto il visitatore dalle sorgenti dell'acquedotto fino alla città. Si segnala infine il Caffè Pedrocchi a Padova, di Giuseppe Jappelli.

### Palladianesimo
La produzione ottocentesca di ville e residenze rimase fortemente legata al palladianesimo, ispirato alle opere e ai disegni dell'architetto veneto Andrea Palladio (1508–1580), che si era sviluppato nelle sue forme più vitali nel XVIII secolo, durante il quale influì notevolmente sull'architettura neoclassica. Durante la prima metà dell'Ottocento rimase uno stile di moda, non solo in ambito britannico, ma anche nella maggioranza dei paesi nordeuropei e nell'America settentrionale.

## Stili revivalisti

### Neogotico
Il neogotico presenta le seguenti invarianti: piante ed alzati non bloccati, irriducibili a figure elementari, prevalenza della asimmetria, composizione nettamente verticale, effetti di trasparenza e luminosità, ripresa degli archi acuti e delle volte ogivali, utilizzo delle decorazioni. Tuttavia a volte il neogotico perde il senso del maestoso, del fuoriscala, dell'irreale, basandosi su principi quali l'economia della struttura, la correttezza costruttiva che saranno di fondamento per l'architettura del ferro.
Mentre il neoclassico, in genere, si adatta meglio agli ambienti urbani, il neogotico, specie nelle tipologie residenziali, persegue a fondo l'obiettivo del pittoresco: adattare l'edificio al paesaggio.
Analizziamo ora le principali opere neogotiche del secolo. Il revival neogotico presenta affinità sia con gli stilemi del neorinascimento che con l'architettura del ferro.

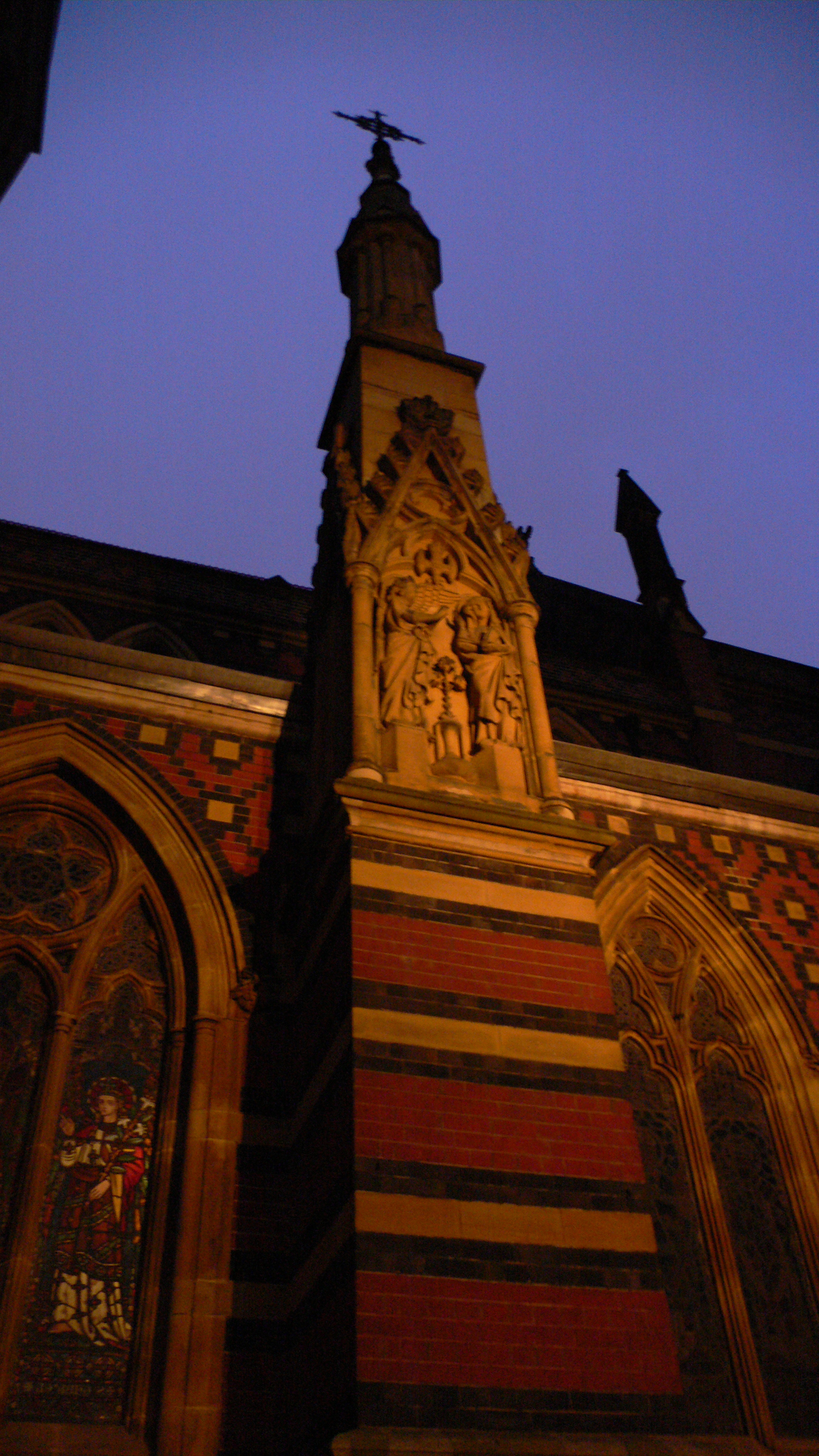
All Saints Church, William Butterfield

Opera importante è la All Saints Church di William Butterfield a Londra. La chiesa emerge in una strada secondaria, quasi nascosta se non fosse per la torre che emerge dal profilo urbano. La chiesa si inserisce su un lotto a pianta quadrata. Dalla strada si accede ad una piccola corte sulla quale a sinistra si accede alla canonica, a destra alla scuola e frontalmente, dal lato lungo, alla chiesa. All'esterno si nota l'utilizzo alternato di mattoni rossi e neri, in maniera da ottenere piacevoli decorazioni. All'interno la chiesa si caratterizza per l'abside piatto, le tre navata coperte da volta ogivale. La composizione dei volumi della canonica, della scuola, della chiesa e dell'alta torre risulta organica e funzionale alle esigenze ecclesiastiche.

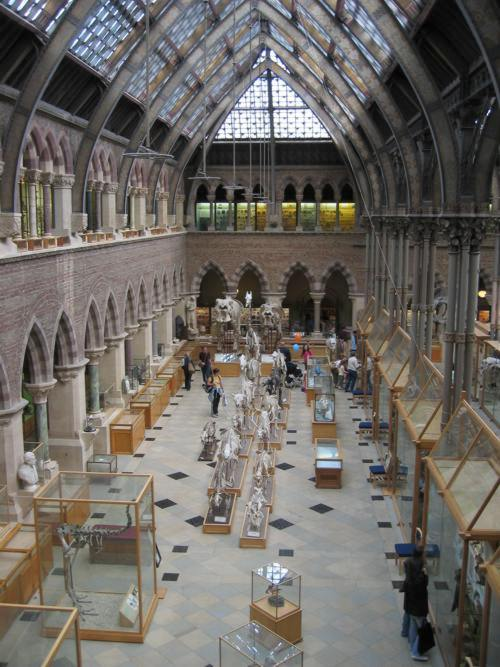
Interni del Museo dell'università di Oxford

Altra importante opere neogotica è il Museo dell'Università di Oxford, progettato e costruito da Thomas Deane e Benjamin Woodward. L'esterno, caratterizzato dai due ordini di finestre a bifora, tetto a falde e torre in facciata, ripropone la policromia ed il carattere minimalista del gotico italiano.
Interessante è il salone d'ingresso a tre navate sovrastate da una copertura in ferro e vetro, realizzata con archi ogivali retti da fasci di pilastri in ghisa.
Gli archi sono traforati con decorazioni floreali, i capitelli con foglie d'acanto. La struttura metallica ripropone nel nuovo materiale le nervature in muratura dell'architettura gotica. La grande trasparenza e luminosità è essenzialmente legata alla copertura: l'invaso è circondato su tutti i lati da un portico murario del tipo logge su logge il cui modulo al piano terra è scandito da due archi, al primo da quattro archi, sempre a sesto acuto.
All'opera collaborò anche Ruskin, fornendo personalmente il disegno delle finestre delle logge. Ruskin, profondo avversore dell'architettura in ferro, collabora alla realizzazione dell'opera, poiché gli sembra di scorgere nelle decorazioni naturalistiche dei trafori del ferro, gli ornamenti floreali o faunistici caratteristici dell'architettura gotica, la quale traduce e riflettere l'ammirazione per la natura. Il salone è inoltre destinato ad accogliere ricostruzioni di scheletri di animali preistorici la cui struttura ossea è stranamente assonante con quella metalliche, suggerendo una suggestione di affinità morfologica.
Opera minore, ma decisamente innovativa, è la chiesa di St-Eugene di Louis-Auguste Boileau. L'esterno è realizzato quasi interamente in mattoni, con finestre ogivali e tre timpani. L'interno, a tre navate, è realizzato interamente in ferro: pilastri, archi longitudinali e trasversali, trafori delle vetrate, rosoni, rivestimenti delle volte. Boileau interpretò alla lettera l'idea di Viollet-le-Duc per cui le cattedrali gotiche, con la loro struttura, sono il diretto precedente dell'architettura a scheletro mo derno. Tuttavia Viollet-le-Duc si riferiva piuttosto ad un metodo progettuale e costruttivo che alla ripresa di elementi morfologici.
Anatole de Baudot, allievo di Viollet-le-Duc, è il primo architetto a realizzare una chiesa in cemento armato. Nonostante l'utilizzo di una tecnologia così innovativa, l'architetto ripropose ancora una "morfologia neogotica".

### Neogreco
Julien-David Leroy, storico dell'architettura e maestro di Durand, aveva nel 1758 pubblicato una bella ricostruzione dei Propilei d'Atene. Il tema è prontamente ripreso da Carl Gotthard Langhans nel progetto della Porta di Brandeburgo a Berlino. Essa presenta un colonnato esastilo neogreco in stile dorico, una composizione degli elementi richiamante i Propilei, sebbene le proporzioni siano poco doriche. La porta rappresenta non solo l'accesso alla città di Berlino, ma un monumento che segna l'accesso al neoclassicismo tedesco. Il tema è ripreso anche nel progetto di William Wolins per l'ingresso del Downing College di Cambridge e nei Propilei di Leo von Klenze sulla Königsplatz di Monaco.

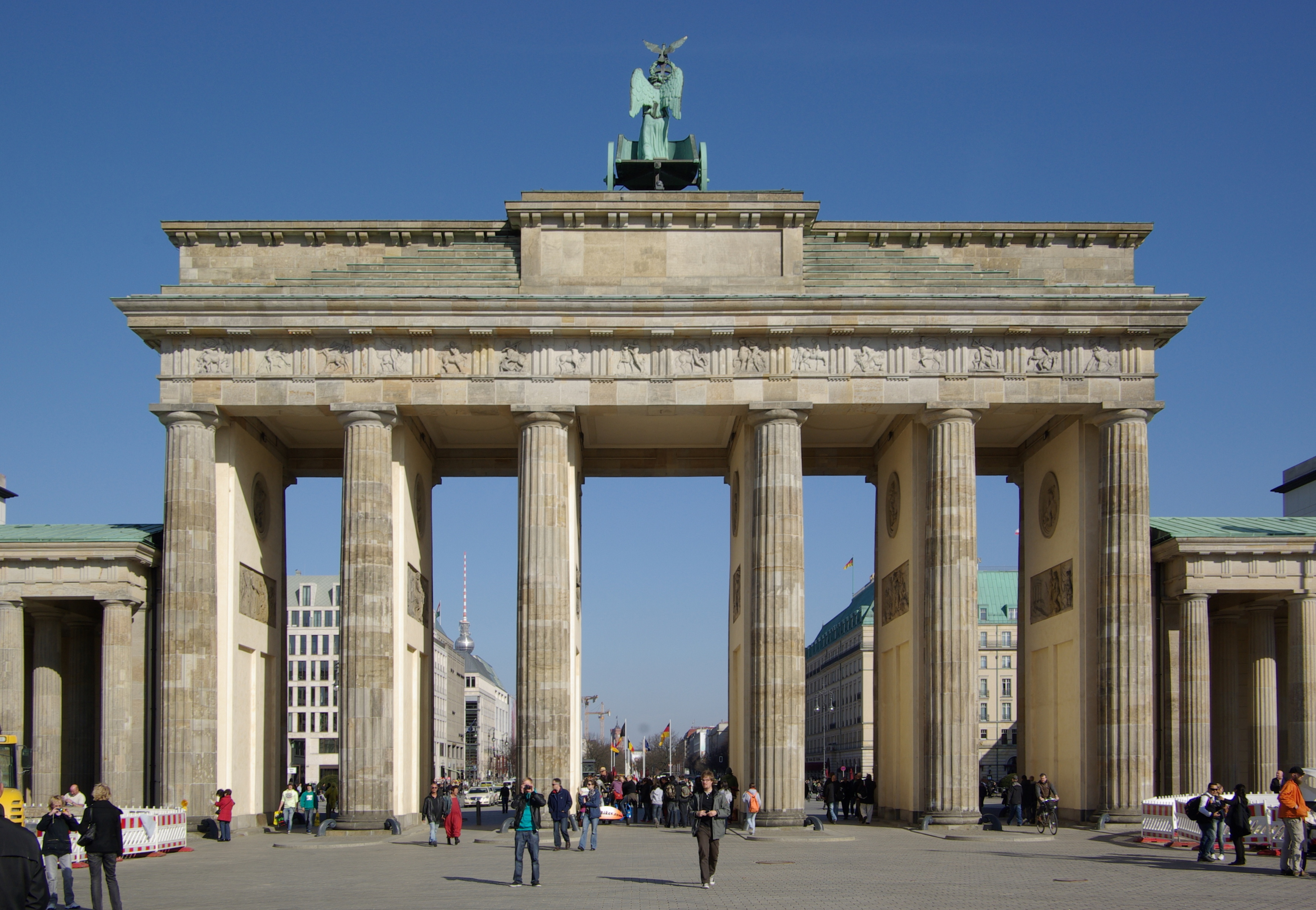
La Porta di Brandeburgo nel 2003

Il tema dei propilei è declinato anche da Friedrich Gilly nel monumento a Federico il Grande. L'irrealizzato monumento consiste di tre parti:
- un grosso recinto articolato da volumi chiusi con quattro aperture, due con colonnati che richiamano i propilei e due con archi sormontati da coperture tronco-coniche che ricordano alcune barrieres di Ledoux;
- un altro podio-basamento con due archi di accesso in asse con i propilei

ed infine,
- il tempio dorico periptero al di sopra del podio. Nella composizione è evidente una prevalenza dei pieni sui vuoti che vengono in questo modo esaltati per la loro unicità.

Il progetto di Gilly verrà ripreso da Schinkel e da Leo von Klenze, autore del Walhalla presso Ratisbona ed allievo di Gilly. Klenze vince il progetto per la realizzazione del Walhalla o Pantheon Tedesco, secondo è Schinkel. Il Walhalla nella mitologia norrena è il luogo dove si radunavano le anime degli eroi uccisi in guerra, accolti dalle Valchirie.
Ludovico di Baviera decide di realizzare il monumento come Pantheon tedesco, in occasione della sconfitta di Napoleone a Lipsia. La costruzione è a tempio periptero, collocato in posizione acropolica. Nei suoi due timpani sono scolpite rispettivamente la sconfitta di Napoleone a Lipsia e l'altra subita dalle legioni romane ad opera delle popolazioni germaniche. L'alto basamento è articolato in scale e terrazze. L'interno propone i busti di grandi tedeschi: Leibniz, Schiller, Mozart, ecc. nonché un fregio scolpito che narra la storia della Germania.
Edificio da segnalare è il Tempio Canoviano di Possagno, progettato probabilmente dallo scultore Antonio Canova (con la collaborazione di Giannantonio Selva) per lasciare la memoria di sé nella sua città nativa. L'edificio propone ancora l'accoppiamento della rotonda del Pantheon e del pronao derivato dal Partenone. L'edificio raggiunge un elevato livello di maestosità, di imponenza e grandiosa solennità.

### Stile neoegizio
Con la campagna di Napoleone in Egitto, numerosi reperti egiziani arrivano in Europa. L'entusiasmo per la campagna napoleonica e l'interesse per una cultura diversa, portano allo sviluppo di uno stile neo-egizio, non solo in Francia.

### Stile neorinascimentale

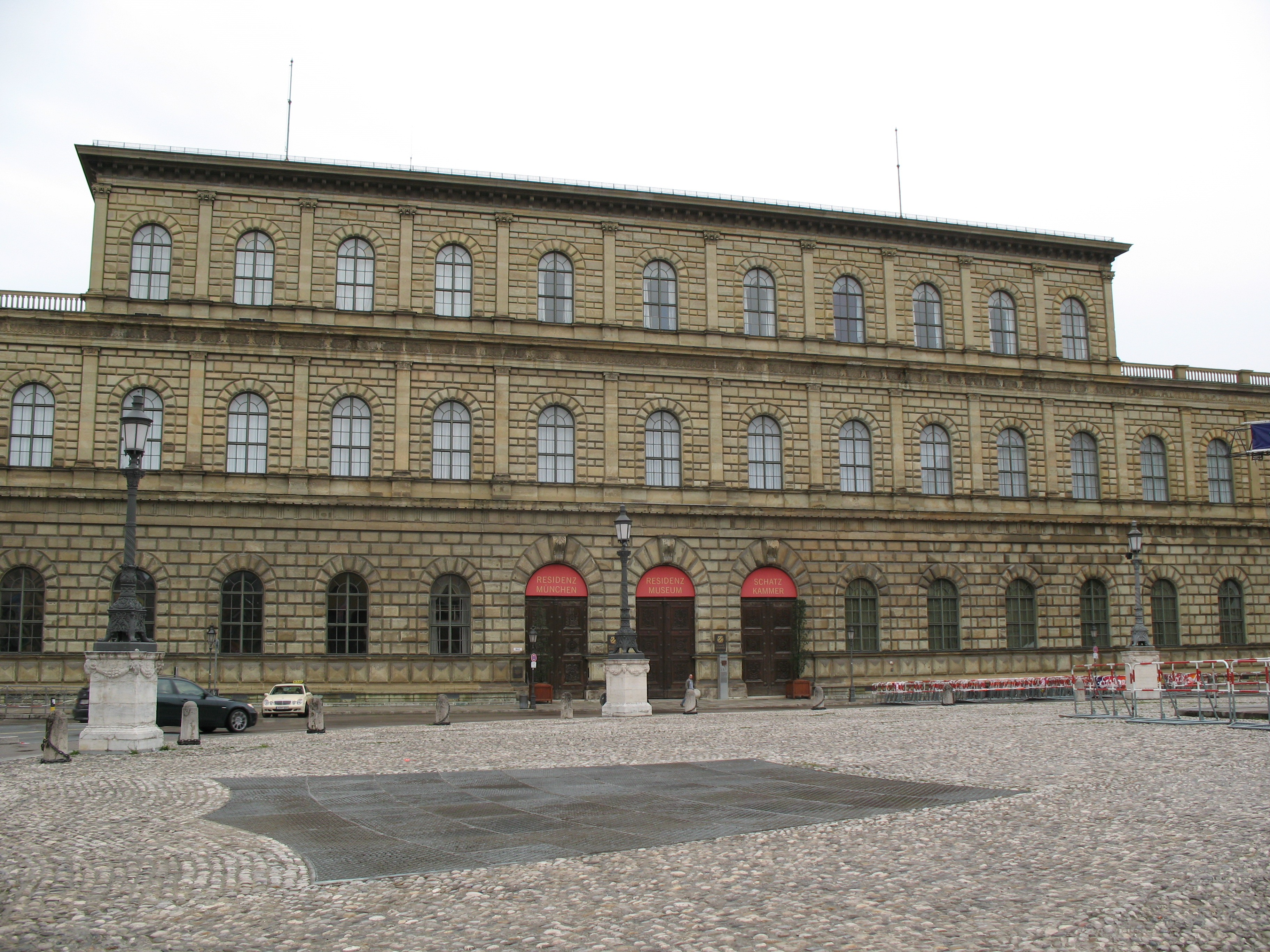
Königsbau, Monaco di Baviera

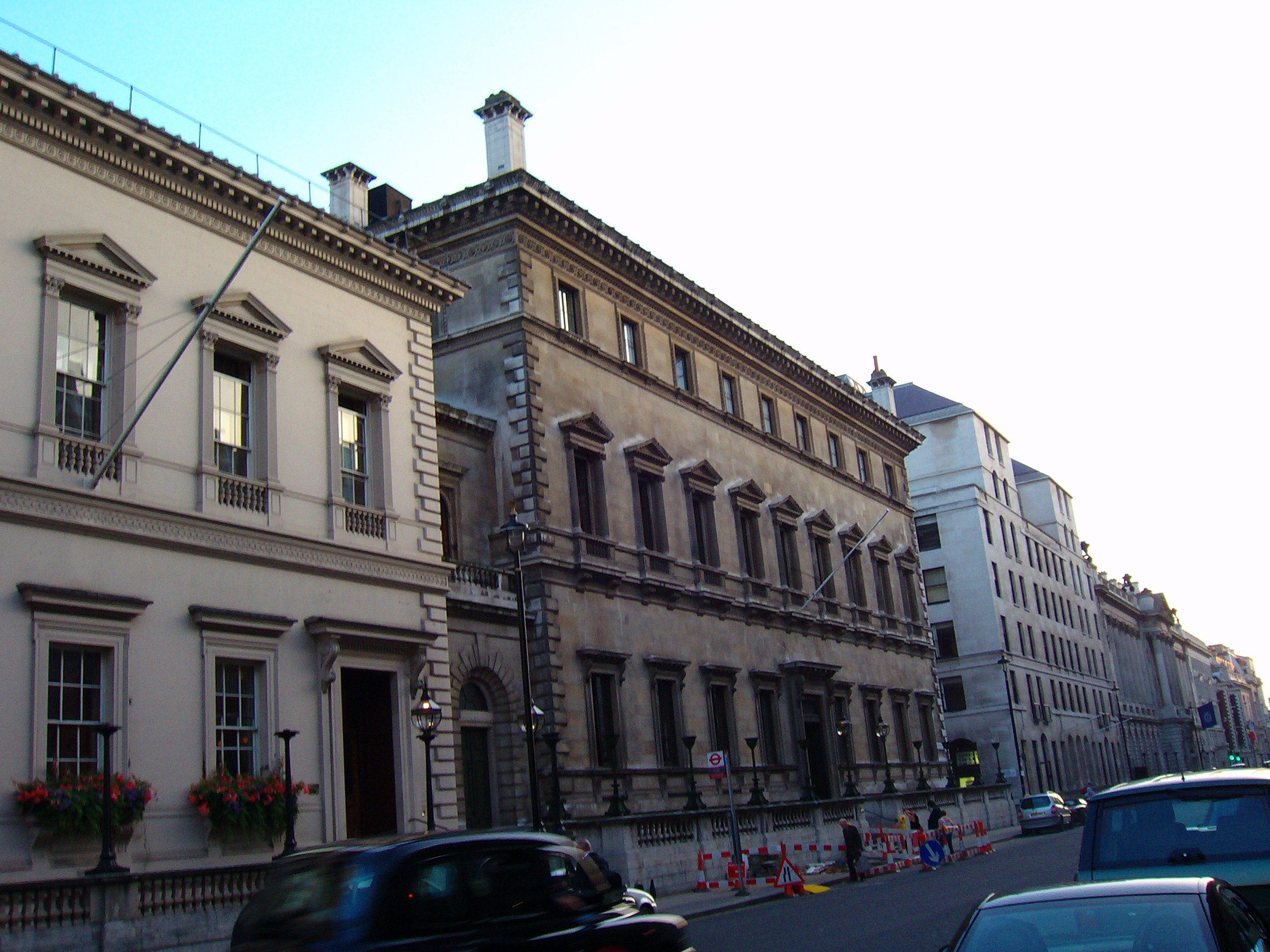
Reform Club, con accanto il Traveller's Club a Londra

La maggior parte della produzione ottocentesca è tuttavia ispirata al Rinascimento, a causa di vari fattori ed in principal modo perché tutto l'insegnamento delle accademie di Belle Arti era incentrato sull'opera dei grandi trattatisti italiani e sull'architettura del XVI secolo, rimasta un ideale estetico di riferimento per la cultura europea.
A questi elementi si aggiunse la diffusione di testi che ebbero grande influenza nella progettazione edilizia, in quanto stabilirono dei modelli capaci di conferire dignità storica alle esigenze della nascente società industriale tra questi è opportuno ricordare Palais, maison, et autres édifices modernés à Rome, di Charles Percier e Pierre-François-Léonard Fontaine (1809), e Edifices de Rome moderne, di Paul Letarouilly (dal 1840).
L'architettura neorinascimentale riprese infatti l'apparato formale dell'architettura rinascimentale, arrivando all'imitazione di specifici edifici monumentali, tra quelli più famosi, sia pure in maniera moderna, con intento intenzionalmente revivalistico e con accurata filologia, distinguendo anche tra le varie fasi di sviluppo dell'architettura tra XV e XVI secolo e tra i vari maestri del Rinascimento.
Le caratteristiche salienti degli edifici neorinascimentali sono: la ricerca di una volumetria semplice e bloccata, la presenza di uno o più cortili, la presenza costante della simmetria, finestre a timpano o a edicola, presenza di colonne e paraste, riquadri e cornici, decorazioni ed ancora elementi che esaltassero i valori architettonici di facciata. Altri elementi caratterizzanti sono l'utilizzo del bugnato, specie per il basamento ed altri elementi decorativi desunti dall'epoca rinascimentale.
Le opere neo-rinascimentali, appartengono a tutte le tipologie edilizie compresi i fabbricati per abitazioni, tipologia in maggiore espansione a cui si cercava di conferire dignità storica prendendo a modello i palazzi rinascimentali, la cui tipologia permetteva inoltre di realizzare edifici a blocco che occupassero interamente il lotto, nonché di affiancarsi ad altri edifici adiacenti.
Diffusi anche edifici pubblici come teatri, biblioteche, musei, banche, edifici termali, chiese ecc.
Il revival neorinascimentale si affermò a metà del secolo, in reazione al neogotico, ma non mancano importanti opere anche nella prima metà del secolo ed anticipazioni anche nel XVIII secolo (per esempio l'opera di Giuseppe Piermarini), senza contare il perdurante Palladianesimo, che comunque non aveva un carattere revivalistico, ma si poneva come diretta continuazione di una lunga tradizione.
Tra le opere neorinascimentali più riuscite, quelle, di gusto italiano progettate a Monaco di Baviera da Leo von Klenze: il Palazzo Leuchtenberg (1816), ispirato al Palazzo Farnese, il Ministero della Guerra, pensato come revival del Palazzo Medici, ed ancora il Konigsbau (1826-1835), modellato sul riferimento di Palazzo Pitti, la Pinacoteca (1826-1830), forse l'opera più importante di Klenze, il cui modello è ancora italiano, il Palazzo della Cancelleria e che mostra tutti gli elementi caratterizzanti dello stile.
Ad introdurre il neorinascimento a Londra è sir Charles Barry. Le sue due opere principali sono il Traveler's Club, ispirato al Palazzo Pandolfini di Firenze, ed il Reform Club, ispirato al Palazzo Farnese a Roma. In particolare, per il Reform Club progettò una corte interna a pianta quadrata, con due ordini di logge in alzato, coperta da una elegante volta in ferro e vetro tipicamente ottocentesca. Il riferimento ad Antonio da Sangallo è evidente nel motivo delle finestre, a cornice piana al primo ordine ed a timpano al secondo, per le bugne disposte sugli angoli dell'edificio ed il pesante cornicione.

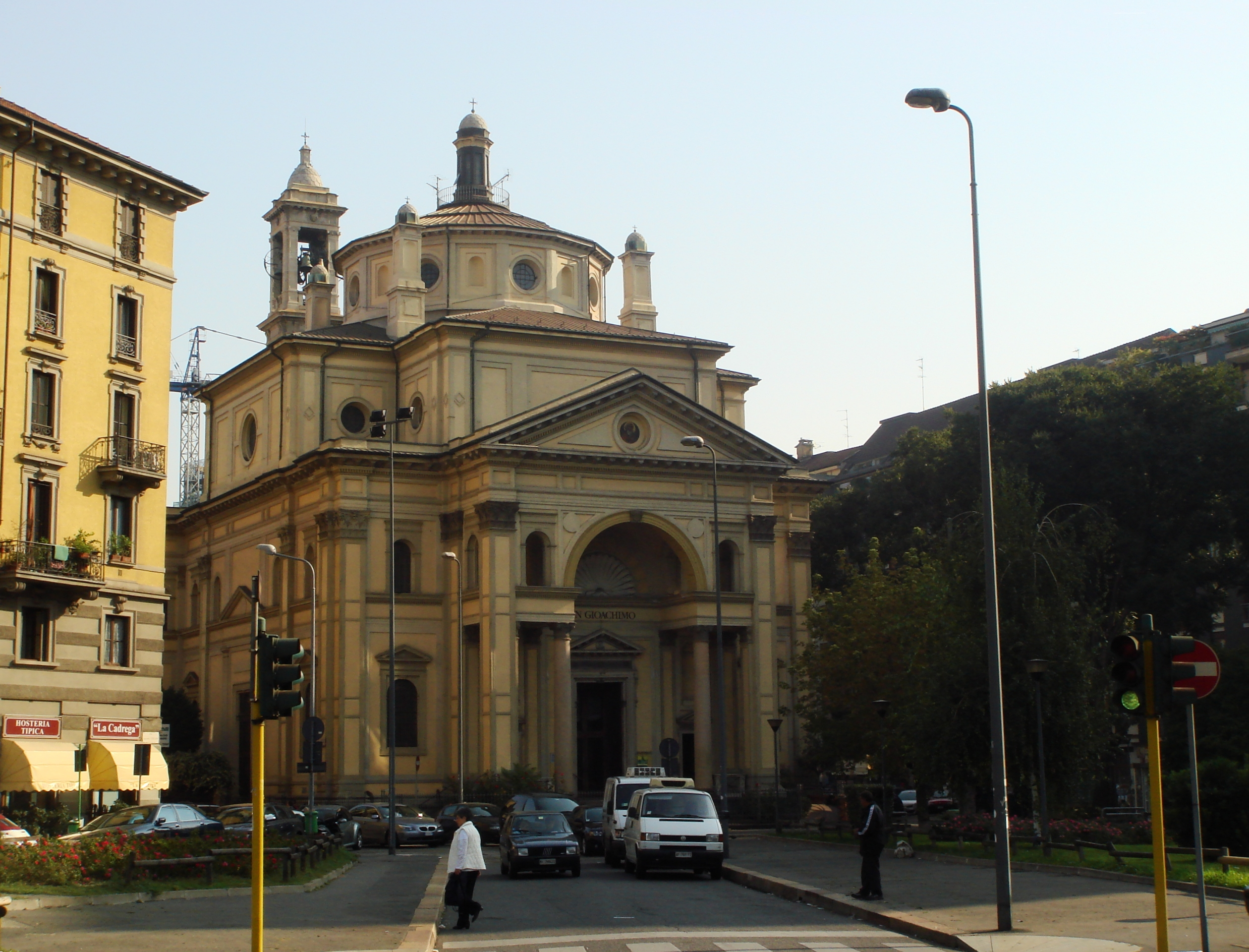
Chiesa di San Gioachimo a Milano (1897)

In Italia anticipazioni neoriscimentali tendenze si riscontrano già a partire dalla fine del XVIII e l'inizio del XIX secolo ma i caratteri più eclettici emergono nella seconda metà dell'Ottocento, durante il rinnovamento edilizio e le espansioni urbane successive all'unificazione del regno d'Italia, continuando fino ai primi del Novecento, quando questo stile uniformò le nuove costruzioni realizzate a seguito dei piani di sventramento e ricostruzione di alcuni centri storici.
Ad esempio, impronta neorinascimentale hanno la Galleria Vittorio Emanuele II di Milano (iniziata nel 1865), il Palazzo delle Assicurazioni Generali (1871) ed i loggiati di piazza della Repubblica (1885-1895) a Firenze, il Palazzo Koch di Roma (1880-1892), la Galleria Umberto I (1887-1890) e il Palazzo della Borsa di Napoli (1895-1899).
Lo stile si sviluppò anche nell'Europa dell'Est, soprattutto a Praga, nel Regno d'Ungheria (Teatro dell'Opera e basilica di Santo Stefano a Budapest) ed in Russia (ad esempio il Palazzo Vladimirskij a San Pietroburgo).
Invece, in Francia si diffuse una corrente ispirata al Classicismo francese e quindi caratterizzata da ampi tetti a padiglione; questo schema fu introdotto nella ricostruzione dell'Hôtel de Ville di Parigi, raggiunse il suo apice nel completamento del Louvre e fu ripreso anche in Inghilterra e in America.

### Neobarocco
Il neobarocco non si configurò mai nell'Ottocento come un preciso revival, piuttosto esso va considerato come caratterizzato da grandiosità, sbalorditività, ridondanza; il neobarocco resta lontano dalle forme berniniane, borrominiane o guariniane.
Architettura paradigmatica del neobarocco può essere considerato il Teatro dell'Opera di Jean-Louis-Charles Garnier.
L'edificio del Teatro, in effetti, è un edificio neorinascimentale, ispirato più al Cinquecento italiano che a quello francese. La sua figura di pianta è grosso modo iscrivibile in un rettangolo diviso in quattro parti: l'atrio con lo scalone, la sala semicircolare, il profondo palcoscenico ed i retrostanti locali di servizio. Ogni ambiente è caratterizzato da una diversa altezza. Alle spalle del palcoscenico si sviluppano gli ambienti per le damigelle, per i fumatori e tutti gli ambienti che Garnier considerava parte integrante dello spettacolo. Ogni lato del rettangolo ha un ingresso: sul fronte principale quello pedonale, su quello posteriore l'accesso al palcoscenico, sui lati lunghi quello per le carrozze e quello imperiale.
Il prospetto principale è caratterizzato da un portico a due ordini di sette campate: al primo livello una teoria di archi su pilastri, di cui i due estremi leggermente sporgenti; al livello superiore binati di colonne che sorreggono la monumentale trabeazione che nelle campate laterali, sporgenti, è sormontata da timpani arcuati. Come arricchimento del piano colonnato v'è un mezzanino sorretto da colonne più esili che rendono gigante l'ordine binato.
L'edificio è fittamente decorato con l'utilizzo dei colori, diversità di materiali, ghirlande, smalti, trafori, sculture singole o gruppi marmorei.

## Eclettismo storicista come ibridazione stilistica
L'eclettismo di base della cultura architettonica ottocentesca crea anche episodi ed aspetti particolari non del tutto inquadrabili nella suddivisione in stili, dando vita ad edifici che uniscono ecletticamente elementi di ascendenza greco-romana con altri di origine romanica, gotica o rinascimentale.
A questa categoria possiamo ascrivere la chiesa di San Vincenzo de' Paoli di Parigi di Jacques-Ignace Hittorff. La chiesa è ad impianto basilicale a tre navate. La copertura a capriate lignee in vista è retta da un doppio ordine di colonne. Il fronte principale, preceduto da un'ampia gradinata, è caratterizzato dalla presenza di un pronao esastilo, ma soprattutto dalle due torri laterali, caratteristiche dell'architettura romanica o gotica. Tuttavia le torri sono declinate con un linguaggio tipicamente neorinascimentale: lesene d'angolo, cornici, finestre a timpano. Ancora la balaustra tra le due torri, adornata da statue, è un tipico elemento ripreso dalla tradizione rinascimentale. Hittorff è tra i principali sostenitori della policromia dell'architettura greca e sul modello di questi colora di rosa le colonne, fa affrescare la fascia che separa i due ordini e colorare di rosso, blu ed oro le capriate.
Il tema della torre romanico-gotica impiantata in edifici di matrice classica è riproposto anche nella cattedrale di Copenaghen di Christian Hansen, dove una massiccia torre è inserita nel corpo di fabbrica rettangolare, in asse con un pronao esastilo. L'interno è caratterizzato da un ordine di archi su pilastri che regge il matroneo e da un secondo ordine di colonne doriche che reggono la volta a botte con lacunari di chiara ispirazione romana. L'interno è stato più volte paragonato alla Biblioteca di Boullée

## Dibattito teorico
Allievo di Boullée e dello storico Leroy, Jean-Nicolas-Louis Durand cresce nel clima della rivoluzione.
Durand sostiene che l'architettura non è un'arte d'imitazione, donde la critica al mito della capanna proposto da Marc-Antoine Laugier. Fortemente innovativo è il metodo compositivo basato sulla redazione di due griglie di riferimento, una orizzontale per la conformazione delle piante, uno verticale per gli alzati e le sezioni. Nei reticoli, Jean-Nicolas-Louis Durand inserisce gli elementi di architettura: muri, pilastri, colonne. Il suo metodo è quindi combinatorio. Con il grande sviluppo del ferro come materiale da costruzione, nonché dei primi elementi prefabbricati, la modularità dell'architettura di Durand, permette una diminuzione del tempo di realizzazione delle opere ed un abbassamento dei costi.
Durand fu per 40 anni docente all'École Polytechnique. È appunto nei testi che scrive per i suoi allievi che porta avanti la sua speculazione teorica.
Una teoria sensibilmente diversa ma di uguale importanza è opera di Viollet-le-Duc. Restauratore di fabbriche medioevali, egli sostiene un recupero dello spirito gotico
. Non intende dunque imitare il modello formale, ma i principi costruttivi. Egli vede nella cattedrale gotica il precedente più diretto delle ottocentesche fabbriche a scheletro metallico e delle coperture in ferro e vetro. È quindi lui a porre la rivoluzionaria concezione estetica di fine secolo: esiste una bellezza direttamente legata all'uso della tecnica. L'assenza di uno stile proprio è per Viollet-le-Duc causato dall'aver perduto un metodo che permettesse di superare l'eclettismo degli storicismi ed il tecnismo architettonicamente incerto degli ingegneri. È solo Viollet-le-Duc a comprendere le potenzialità della tecnologia del ferro nella definizione di una nuova architettura.
Nel dibattito teorico ottocentesco si inserisce anche Augustus Welby Northmore Pugin. Egli sosteneva che non si potesse recuperare l'architettura gotica senza rivivere il loro originario contenuto religioso e che, essendo il Cristianesimo superiore alla religione greco-romana, l'architettura gotica era da preferire a quella classica, assunta l'indissociabilità tra espressione e significato.
Ancora Pugin sosteneva l'intimo legame tra qualità dell'architettura e moralità del suo autore.
Questo punto viene ampiamente ripreso anche da John Ruskin, pur con flessioni e rafforzamenti. Mentre Pugin fondava questi concetti su sostegni etico-religiosi, Ruskin enuncia la sua equazione architettura-società in maniera molto più vaga. La teorizzazione neogotica assunse con Ruskin, grazie al suo eclettismo ed alla sua vena di scrittore, una diffusione popolare considerevole.
Nei suoi scritti dedicati all'architettura, Ruskin polemizza contro il razionalismo, sostenendo che l'architettura ha valore puramente figurativo e quindi, se manca l'ornamento, essa si risolve in pura costruzione e non in arte; ancora si oppone al restauro, sostenendo che i monumenti devono essere lasciati allo stato di rudere oppure soggetti a regolare manutenzione. Più che contro il restauro di Viollet-le-Duc, Ruskin polemizza contro le manomissioni stilistiche e l'edilizia di sostituzione che proprio nell'Ottocento si sviluppa nella città industriale. Ancora altri precetti enunciati da Pugin furono sostenuti e divulgati da Ruskin: ad esempio la profonda convinzione che non si possa riformare alcun settore della vita associata se non si modificano contemporaneamente anche gli altri, ed in questo si riallaccia all'interdipendenza fra arte e società enunciata da Pugin.
Partendo dalla speculazione teorica di Marx, Ruskin sostiene la teoria della Joy in labour: il lavoro deve produrre piacere in chi lo compie, e dunque sostiene la necessità di recuperare il processo produttivo medioevale a discapito di quello capitalistico.
Altro importante teorico riformatore è William Morris. La sua speculazione teorica abbraccia vari campi. Il sostegno alla sua teoria è di natura politica e trova senso nel socialismo marxista. Riproponendo il concetto di alienazione dell'individuo nel processo produttivo capitalistico, che nega la realizzazione dello stesso nel lavoro, e partendo dalla considerazione ruskiana che l'arte è espressione della gioia nel lavoro, Morris giunge alla conclusione che la meccanizzazione del lavoro ha effetti negativi non solo sulla vita sociale, ma anche sulla qualità del manufatto artistico e dunque sulla possibilità di fruizione dello stesso.
Morris definì architettura "l'insieme delle modifiche e delle alterazioni operate sulla superficie terrestre, in vista delle necessità umane". Dunque per Morris l'architettura assume una valenza politica, nel senso che, coinvolgendo gran parte delle attività umane, essa diventa interesse comune. Differentemente da Ruskin, Morris non auspica la distruzione delle macchina, bensì un cambiamento di funzione, ossia un utilizzo che riduca la fatica e migliori la qualità della vita. Differentemente da Viollet-le-Duc, Morris è forte oppositore del liberismo industriale.
L'architettura e l'urbanistica erano tuttavia troppo legate al sistema socio-economico in atto per essere riformate, dunque Morris propose un intervento diretto nel campo delle arti applicate, nel campo manifatturiero in particolare per l'ampia presenza di macchine nel sistema produttivo. Dalla riforma dell'industria sarebbe poi scaturita la riforma dell'architettura e dell'urbanistica. Con la teorizzazione di William Morris nasce il movimento delle Arts and Crafts che effettivamente produsse effetti rinnovatori sull'edilizia (si pensi a Webb, Norman Shaw, Voysey) e sull'urbanistica (il movimento per le Garden Cities di Howard).

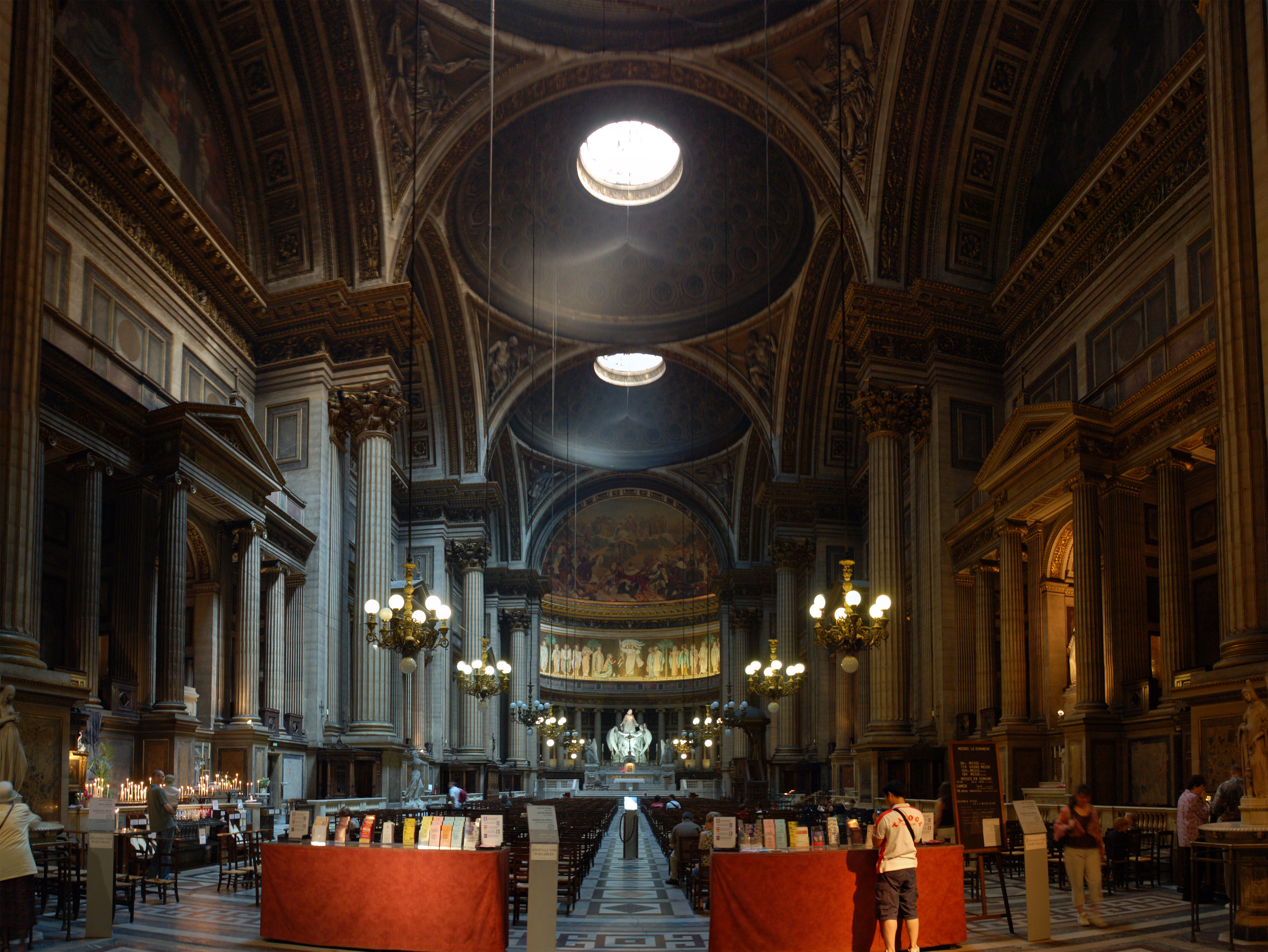
Chiesa della Madeleine, Parigi

Altri aspetti del dibattito architettonico dell'Ottocento sono per esempio la riorganizzazione e separazione, iniziata in Francia, dell'istruzione artistica e dell'istruzione tecnica che avrà una larga influenza negli sviluppi futuri.
Nel 1795 viene fondato l'Institut national de France, comprendente l'Ecole Speciale d'Architecture. Intanto viene fondata anche l'École polytechnique, che forma ingegneri e tecnici in varie branche tecniche, tra le quali l'architettura.
Nell'École polytechnique viene rivalutata la tecnica e la funzionalità, unita la teoria con la pratica. Nelle Accademie di Architettura si porta avanti il discorso stilistico e formale.
Altri fenomeni interessanti legati alla Rivoluzione ed in particolare ai danni che essa ha prodotto al patrimonio artistico, furono la catalogazione delle opere d'arte, la nascita di musei, come il Louvre e la nascita del moderno restauro con l'opera di Eugène Emmanuel Viollet-le-Duc.

## L'architettura del ferro

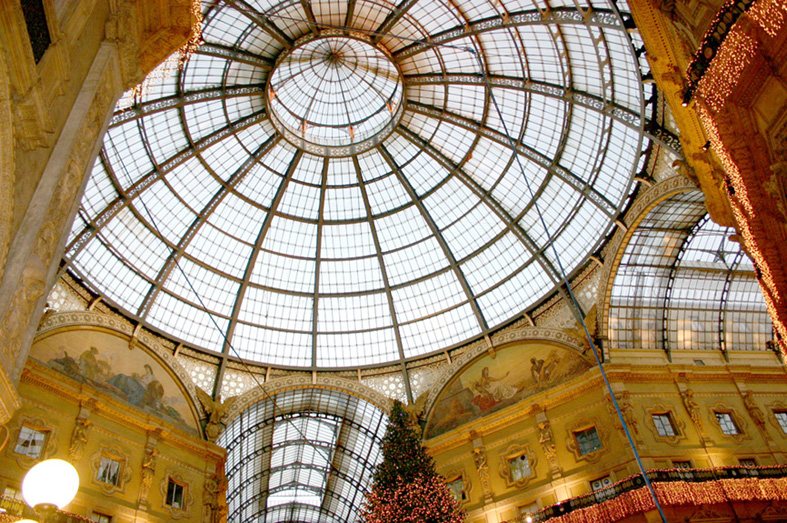
Galleria Vittorio Emanuele II di Milano

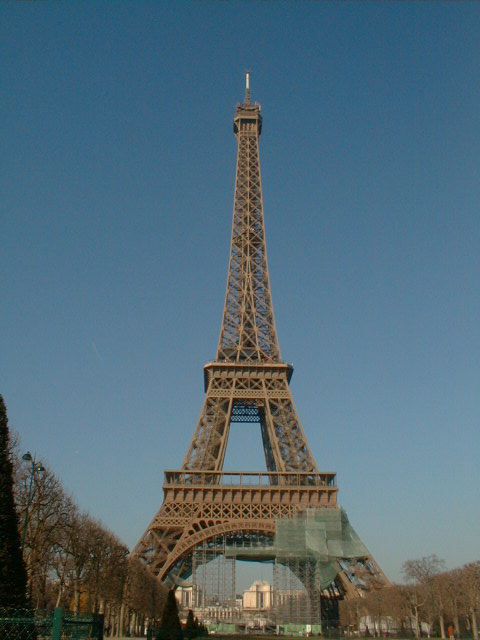
La Torre Eiffel

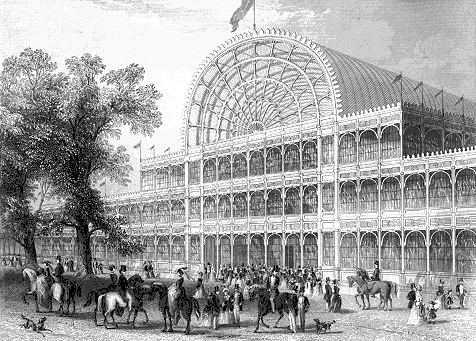
Facciata originale del Palazzo di Cristallo

Le nuove tecnologie rendono disponibili elementi costruttivi metallici, ma le armature metalliche sono, nella prima fase del neoclassico e neogotico, occultate da altri materiali, fin quando non si svilupperà un'autentica poetica dell'architettura del ferro e vetro che costituirà una chiara svolta con il passato. L'opera dei protagonisti di quella che si può definire “architettura dell'ingegneria” si distanzia dai vari revival e grazie alla sua matrice tecnologica riesce a produrre forme innovative.
Tale sviluppo è reso possibile grazie agli studi teorici di cui un pioniere Claude-Louis Navier con i suoi corsi all'École Polytecnique e le sue pubblicazioni, sia le innovazioni nella metallurgia, a partire dalla produzione in larga scala della ghisa da parte di Darby aveva scoperto la ghisa e alle varie innovazione nella produzione di ferro forgiato ed acciaio.
L'architettura dell'ingegneria ebbe tre campi di applicazione:
- la produzione di ponti in ferro;
- la realizzazione di edifici ad armatura metallica;
- la realizzazione di coperture in ferro e vetro.

Gli edifici multi-piano a struttura metallica sono caratterizzati da un principio costruttivo e non tanto da un senso architettonico, rendendosi essi disponibili ad ogni uso. Tra i tre quello che ci interessa maggiormente è sicuramente l'ultimo.
Le tipologie edilizie che gli ingegneri sviluppano sono essenzialmente le gallerie urbane che collegano parti differenti della città con un percorso pedonale coperto, le serre botaniche che valsero come settore di sperimentazione, le stazioni ferroviarie, i grandi magazzini e le strutture per le grandi esposizioni.
Quando l'architettura dell'ingegneria si limita alla sola realizzazione di coperture in ferro e vetro su invasi strutturati da elementi stilistici tradizionali, ottenuti in muratura ed in stile eclettico, essa si può considerare mera tecnica. Quando però, viceversa, la conformazione strutturale interna si manifesta all'esterno, non parliamo più di ingegneria o di tecnica, ma dell'architettura che ha fatto proprie modalità della scienza e tecnica delle costruzioni.
Tuttavia l'architettura dell'ingegneria ottocentesca non si staccò mai dall'eclettismo storicistico, assurgendo al ruolo di stile architettonico a sé; essa si limitò a realizzare coperture su invasi neoclassici, neogotici o neorinascimentali, manifestando appunto il contrasto, l'incoerenza tra invaso e copertura. Perfino il Palazzo di Cristallo o la Torre Eiffel, interamente realizzate in ferro, non sono indipendenti dai gusti, dalle forme e dal senso dell'architettura eclettica.
Passiamo ora in rassegna le principali opere della poetica del ferro. S'è detto che la caratteristica principale di questo filone di opere è la contraddizione tra un involucro murario ed un invaso articolato da elementi metallici, quasi sempre coperto in ferro e vetro.
Le opere in ferro coprono diverse tipologie. Tra le gallerie e passaggi coperti principali ricordiamo la Galerie d'Orleans a Parigi, quella Vittorio Emanuele del Mengoni, la Galleria De Cristoforis a Milano, la Galleria Umberto a Napoli. Tra le principali serre botaniche annoveriamo il Jardin des Plantes di Parigi e La Grande Serra di Paxton. Altra tipologia nella quale si espresse la poetica del ferro è quella della stazione ferroviaria, tra le quali ricordiamo quelle Londinesi, Berlinesi e Parigine. Tra i principali magazzini ricordiamo, tra i tanti, i Magasins Bon Marché, realizzati a Parigi da Gustave Eiffel e Boileau.
Infine ricordiamo le Grandi Esposizioni, tra le cui principali opere vi sono la Torre Eiffel a Parigi di Eiffel e il Crystal Palace a Londra di Paxton. Le esposizioni sono manifestazioni di una cultura profondamente positivistica che associa al progresso dell'industria e del commercio quello dell'intera umanità. La torre venne realizzata come entrata per l'Esposizione Universale del 1889, organizzata per celebrare il centenario della Rivoluzione Francese. La torre viene concepita come belvedere dal quale osservare il panorama di Parigi, da smontare dopo l'esposizione. Varie vicende l'hanno poi portata a divenire l'autentico simbolo di Parigi.
Edificio innovatore è la Galerie des Machines di Contamin e Dutert. La necessità di creare un grande ambiente unico, senza pilastri, porta alla realizzazione di una struttura metallica con la sperimentazione dell'arco a tre cerniere.
L'opera di maggior rilievo è, tuttavia, il Crystal Palace a Londra di Paxton. Costruita in occasione dell'Esposizione Universale di Londra del 1851, l'opera assurge al ruolo di paradigma non solo perché ripropone i temi del progresso delle scienze, delle tecnologie, segnatamente a quello dell'intera umanità, ma anche perché in essa la struttura metallica assume valenza architettonica e non puramente tecnica, pur con un apparato decorativo ancora storicista.
La mostra si deve al fatto che l'Inghilterra non poneva limitazioni al commercio internazionale e quindi pubblicizzava la sua industria. Inoltre l'organizzatore della mostra, Henry Cole, contrariamente a Morris e Ruskin, considerava favorevole l'applicazione dell'arte all'industria, tanto da fondare scuole d'arte applicata e da disegnare oggetti da realizzare a macchina.
Fu bandito un concorso internazionale per la realizzazione dell'edificio per la mostra, sempre puntando sul carattere internazionale dell'opera. Nessun progetto fu ritenuto valido e fu realizzato l'edificio progettato da Joseph Paxton, giardiniere costruttore di serre.
L'edificio, realizzato in soli nove mesi, è estremamente schematico: l'impianto è simmetrico e fortemente longitudinale, composto da tre ordini secondo una sezione trasversale a gradoni che determinano cinque navate interne.
Il successo del progetto di Paxton è individuabile anche nell'utilizzo di blocchi modulari ripetenti, relativamente piccoli e facili da trasportare.
Il Crystal Palace, con il suo innovativo rapporto interno-esterno, riesce ad incarnare il sogno progressista di una fusione, conciliazione, tra artificio e natura.
Ricollegabile all'opera di Barry, sebbene molto più innovativa è la Bibliotheque Ste-Genevieve a Parigi, di Pierre-Francois-Henri Labrouste. Essa sorge di fronte al Pantheon parigino di Sufflot. Essa si caratterizza per un voluto senso di semplicità ed essenzialità, per il suo tempo.
La volumetria è semplice: un perfetto parallelepipedo, quasi privo di volumi aggettanti. Gli ordini di facciata sono ridotti al minimo: il primo si caratterizza per la presenza di un leggero bugnato con una teoria di finestre arcuate senza cornici; al secondo la sequenza degli archi poggia su pilastri poco sporgenti all'esterno, tali da manifestarsi piuttosto come paraste.
L'attenzione progettuale di Labrouste si concentra maggiormente nella realizzazione del primo piano. Una sequenza di piastrini in ghisa, lungo l'asse maggiore, accolgono due archi provenienti rispettivamente da un pilastro della fronte principale, ed uno della fronte posteriore. Gli archi sono realizzati in ghisa ed alleggeriti da una decorazione a traforo.
L'ambiente risulta diviso in due navate dai pilastri in ghisa ed illuminato, diversamente dalla Pinacoteca di Klenze o alla Bibliotheque Nationale, dello stesso Labrouste, dal fianco e non dall'alto. Il pregio dell'opera è il corretto utilizzo della struttura in metallo: essa non si limita ad un mero tecnismo, ma si integra perfettamente con la muratura per ottenere un'architettura decisamente innovativa.

## Urbanesimo e trasformazioni urbanistiche
Un'importante fenomeno sociologico legato all'affermazione dell'economia industriale è la forte crescita delle città in misura molto più rilevante che nei secoli precedenti.
Nell'Ottocento si viene formando una nuova urbanistica nella quale guadagnano importanza e attenzione i trasporti e le infrastrutture in genere, il commercio, l'industria, la gestione urbana.
Tra i principali interventi di sistemazione urbanistica neoclassici, primo in ordine cronologico è quello di Rue de Rivoli a Parigi, progettata dagli architetti napoleonici Charles Percier e Pierre-François-Léonard Fontaine e completata sotto Napoleone III. I due architetti, inventori dello Stile Impero, progettano un rettilineo di edifici continui su portici, di cui progettano solo le facciate, lasciando all'intervento dei privati l'edificazione dei fabbricati retrostanti. Ottengono in questo modo un effetto di unicità dei fronti.
Tuttavia a trasformare radicalmente la città fu il piano per la città di Parigi, del Barone Haussmann.
In Inghilterra, durante il periodo della reggenza del principe di Galles, un notevole intervento fu quello della costruzione del quartiere residenziale di proprietà della corona nel parco di Marylebone con il collegamento, tramite una nuova strada, con il St James's Park. La nuova strada attraversava una zona di edilizia povera e fatiscente che fu risanata. Progettista ed in parte imprenditore dell'opera fu John Nash.

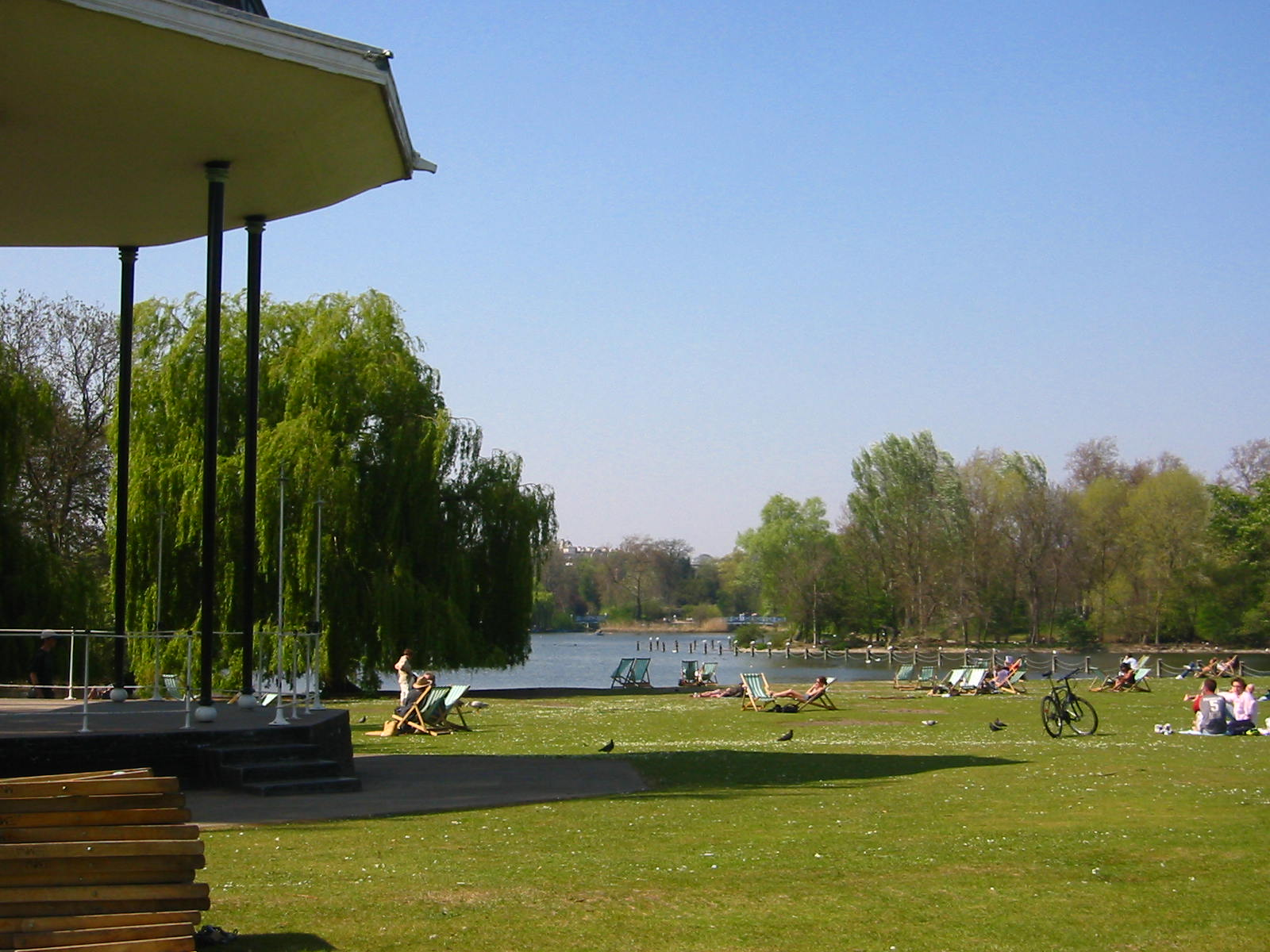
Regent's Park

Nella parte meridionale del Regent's Park, Nash progetta lunghe serie di abitazioni a schiera, disposte a terrazza, in modo che ciascuna di esse potesse godere della vista sul parco, che restava almeno per la metà a verde pubblico. Nella parte più meridionale del parco una sistemazione di case a forma semicircolare, detta Park Crescent, introduce alla Regent Street, strada di collegamento del parco con la residenza del reggente. La nuova strada ha un tracciato non rettilineo, gli snodi sono essenzialmente dovuti a preesistenze architettoniche o proprietà terriere possedute da nobili, specie da wighs, che Nash evita di invadere. Alla maniera di Percier e Fontaine, progetta e realizza fronti su portici che fiancheggiano la strada, dietro i quali gli acquirenti realizzano liberamente le loro abitazioni.
Le abitazioni disposte a terrace sono tipicamente neoclassiche: gli elementi dominanti sono portici, coperture piane, colonne, trabeazioni, timpani, cornici. Altra innovazione, in una città dove l'edilizia residenziale era tutta rivestita a mattoni, è l'utilizzo dell'intonaco bianco, che conferisce un ulteriore accento di classicità.

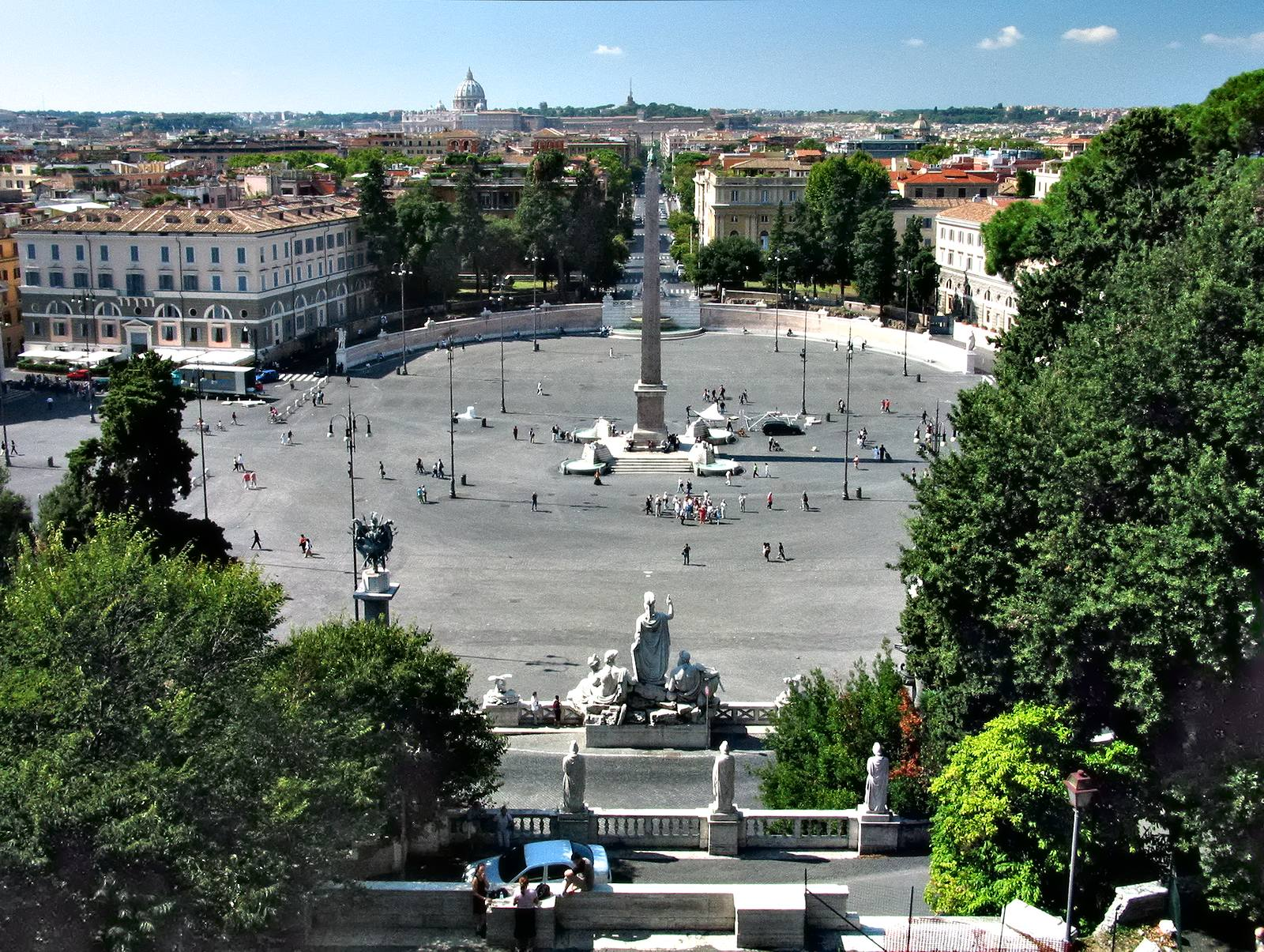
Piazza del Popolo a Roma

A Roma fu risistemata la Piazza del Popolo. Infatti nonostante le presenze monumentali quali le Chiese Gemelle di Rainaldi, l'obelisco egizio, la porta del Popolo, la Basilica di Santa Maria del Popolo ed il convento, la piazza aveva il carattere di un confuso sobborgo. Il primo progetto di Giuseppe Valadier prevedeva la realizzazione di due grandi edifici per caserme in modo tale da definire una piazza trapezia, con le Chiese Gemelle sulla base maggiore e la Porta del Popolo su quella minore. Venivano abbattute le casupole presenti nella piazza ed il convento. La presenza dei due grossi edifici per caserma, tuttavia, avrebbe sminuito il valore monumentale della architetture presenti nella piazza e dunque Valadier decise di aggiornare il progetto con la sostituzione dei due edifici con altrettanti giardinetti delimitati da ringhiere in ferro a definire l'invaso della piazza di forma trapezia. Sebbene i giardini esaltassero i monumenti della piazza, essi contribuivano a rendere la piazza spoglia. Inoltre la simmetrica sistemazione a giardino doveva fare i conti con un dislivello di oltre 30 metri esistente tra le pendici del monte Pincio ed il livello della piazza. Il problema venne dunque studiato dall'architetto francese Berthault che eliminò le cancellate e raccordò con una grande ellisse gli spazi dei giardini aggiungendo, inoltre, un sistema di rampe per raccordare la terrazza del Pincio con la Piazza sottostante. Il progetto definitivo, redatto ancora da Valadier, conservò l'impianto ellittico e lo accentuò inserendo murature semiellittiche, inoltre sostituì alle rampe una più organica articolazione di strade e sistemazioni arboree. Il neoclassicismo dell'opera non va colto nelle forme architettoniche, quanto piuttosto nelle regole compositive. La felice sistemazione della piazza è appunto dovuta all'assenza di una morfologia neoclassica dominante ed alla coesistenza in un pluralismo di stili e voci che Valadier riesce ecletticamente a fondere.
A Milano Giovanni Antolini, nei pressi del Castello Sforzesco, progetta il Foro Bonaparte (1800-1801). Antolini propone un nuovo sistema stradale, basato su rigidi schemi geometrici, nel tentativo di trasformare Milano in una città moderna e regolare, con strade che collegano i vari poli importanti della città, come il Duomo ed il Castello, oltre alle nuove piazze. Ma a causa delle problematiche operative e soprattutto delle necessarie disponibilità economiche, già nel 1802, il progetto viene di fatto accantonato e non verrà mai realizzato. Tuttavia il progetto dell'Antolini rimane come testimonianza di un momento di grandi fermenti intellettuali e di sperimentazioni.
Quando poi Luigi Canonica è incaricato di ridisegnare la pianta di Milano con proposte alternative per i rettifili, riprenderà tutte le proposte, rinunciando allo stesso foro. Canonica è anche autore dell'arco trionfale del Sempione a Milano.
Negli anni compresi tra il 1850 ed il 1880 assistiamo a riqualificazioni, ampliamenti e risanamenti di varie città europee quali Parigi, Barcellona, Vienna, Bruxelles e Napoli.
Nel 1857 a Vienna si realizza l'ampliamento della Ringstraße, progettato da Emil von Forster.
Paradigmatici furono gli interventi a Parigi, sotto Napoleone III, guidati dal prefetto Haussmann. Il piano di Parigi riprende soluzioni già individuate da Napoleone come lo sventramento della città, l'abbattimento di numerosi fabbricati per la realizzazione di tre assi stradali rettilinei (tra i quali Rue de Rivoli) per ripulire il tracciato urbanistico della città ed offrire la possibilità di realizzare nuova edilizia pubblica e privata. Oltre al teatro dell'Opera, viene incluso nel piano anche l'ampliamento barocco del Louvre e la realizzazione dell'Halles Centrale, caratterizzata dalla copertura a capriate Polonceau.

## Alle soglie del Novecento
Per trovare architettura veramente innovativa, pur sempre nell'ambito dell'eclettismo storicistico, dobbiamo aspettare gli anni ottanta negli Stati Uniti.
In particolare si realizzano diverse opere a Chicago, fondata nel 1830 con impianto a scacchiera. Erano disponibili enormi aree da edificare ed urbanizzare, sebbene a costi decisamente elevati. L'alto costo dei fondi portò allo sviluppo di una nuova tipologia edilizia: il grattacielo. Esso permetteva una razionalizzazione dello spazio, realizzazione di unità abitative ad alta densità fondiaria. Lo sviluppo dell'architettura del grattacielo porta ad una forte innovazione tecnologica che investe sia il campo della struttura portante che quello dei servizi ed impianti (ad esempio le ascensori a vapore di Otis o quelle elettriche di Siemens).
La scuola di Chicago ebbe come iniziatore Le Baron Jenney, architetto-ingegnere formatosi presso l'École Polytechnique. La sua architettura si affida all'impianto strutturale, quasi senza accorgimenti formali e stilistici. Grande attenzione è data invece all'aspetto tecnico. Presso il suo studio si formarono Sullivan, Roche, Holabird e Burnham, ossia i principali esponenti della scuola di Chicago.

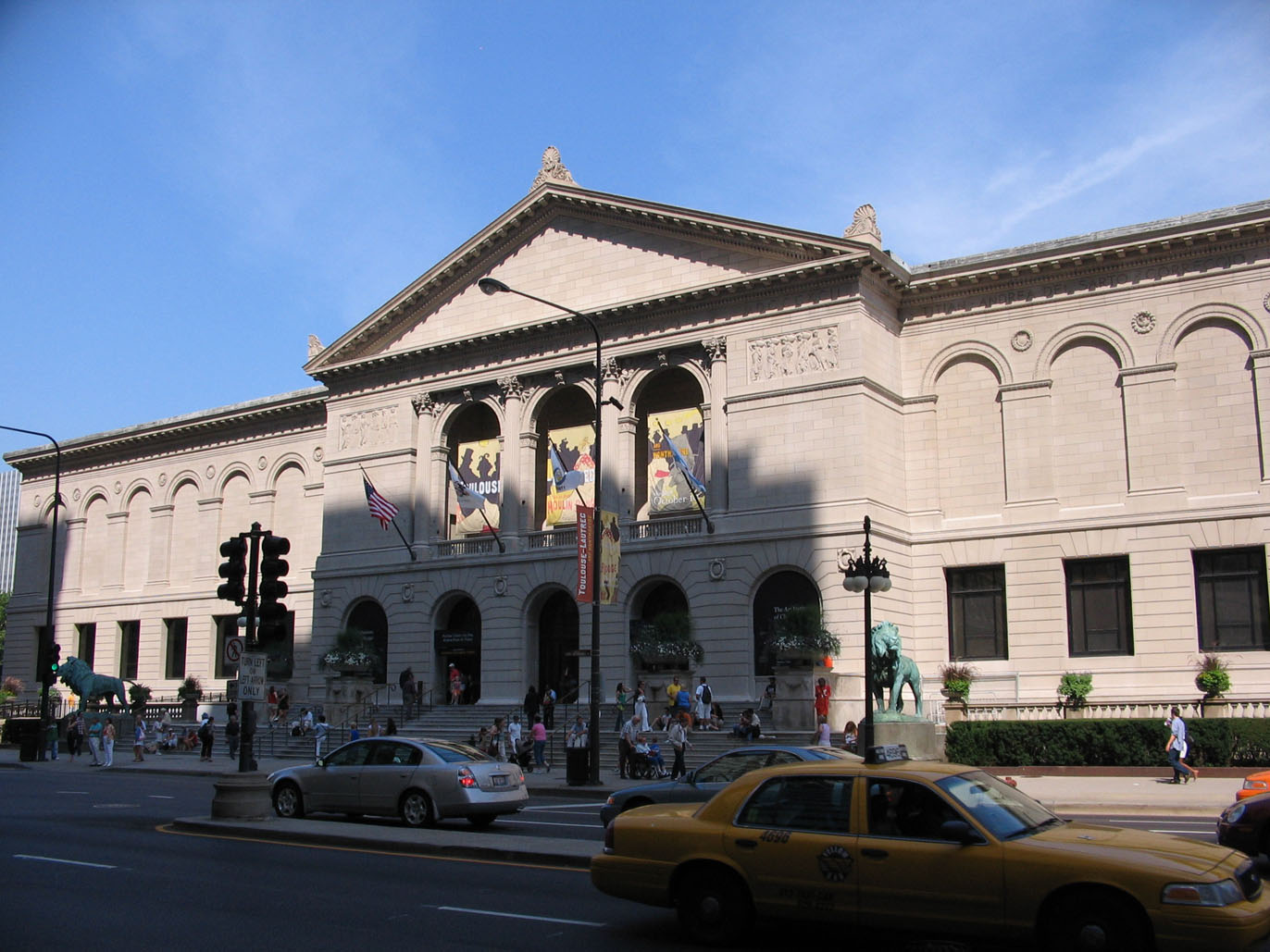
Art Institute - Chicago

Di formazione classica, guadagnata presso la scuola di Belle Arti di Parigi, è invece Henry Hobson Richardson. Autore di un solo edificio importante a Chicago, il Marshall Field, influenza con la sua architettura l'intera produzione della scuola di Chicago. Richardson affronta la progettazione architettonica con notevoli implicazioni stilistiche, ispirate per lo più al romanico.
La produzione della scuola di Chicago può essere divisa in due filoni quello “strutturistico” e quello neoromanico.
Nella prima corrente possiamo individuare il Leiter Building di William Le Baron Jenney, alto 7 piani con struttura in ghisa, manifestata all'esterno, grandi aperture vetrate; il fabbricato per la Home Insurance Company dello stesso architetto; il Tacoma Building di Roche e Holabird, alto 11 piani e caratterizzato dalla presenza di poligonali bow-windows di derivazione nordica; il secondo Leiter Building, perfettamente in linea con il primo, il Marquette building di Roche e Holabird; il Fair Building di Le Baron Jenney ed altri ancora.
Il filone neoromanico include, oltre alla già citata opera di Richardson, progetti di Sullivan. Egli introduce elementi neodecorativi che arricchiscono l'opera dello stesso Richardson. Sullivan è autore anche dell'Auditorium Building, un complesso polifunzionale, e l'innovativo Scott Department Store, in cui è chiaramente espresso il programma dell'architetto: una chiara struttura ortogonale di facciata ed un sistema decorativo ornamentale. Famosa è l'affermazione di Sullivan: "form follows function".
Altro edificio indipendente dalla classificazione proposta è Monadnock Building di Burnham e Root.
Un'opera che sembra davvero concludere l'eclettismo storicistico è la Borsa di Amsterdam di Hendrik Petrus Berlage. Essa sorge nel cuore della città storica, dove la scena urbana è caratterizzata dall'allineamento delle strette facciate lungo i canali. I suoi ambienti principali sono tre, tra i quali il principale è la sala delle contrattazioni, affiancati da vari uffici e dalla torre angolare. L'esterno è rivestito in mattoni, come l'interno, e si caratterizza per una varietà altimetrica che rispecchia fedelmente la gerarchia compositiva interna. All'esterno è ripreso anche il motivo del tetto a spioventi, tipico dell'architettura olandese. Caratteristica dell'edificio è il cosiddetto “muro rasato” ossia assolutamente privo di rientranze o sporgenze, assolutamente piatto.
La tecnica del muro rasato non è semplificazione stilistica, ma un ammodernamento dello stile romanico in chiave ottocentesca.
Oltre all'edificio per la Borsa, Berlage progetta anche la Holland House a Londra, il Geemente Museum a L'Aia. Svolge anche attività da urbanistica, pianificando Amsterdam, L'Aia, Utrecht e Rotterdam. Infine, come molti altri moderni, svolte attività di divulgazione informata al rinnovamento del rapporto architettura-società.